# 呂美蓀

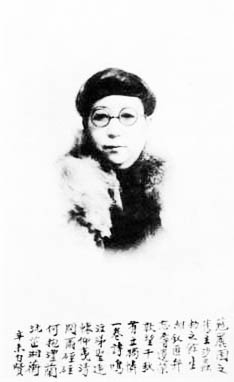

吕美荪（1881年—1945年），行名贤鈖，后改名眉孙、眉生，又易名美荪，字清扬，号仲素，别署寒碧山庄主人、齐州女布衣，女，安徽旌德人，清末民初教育家、诗人。

## 生平

### 教学生涯

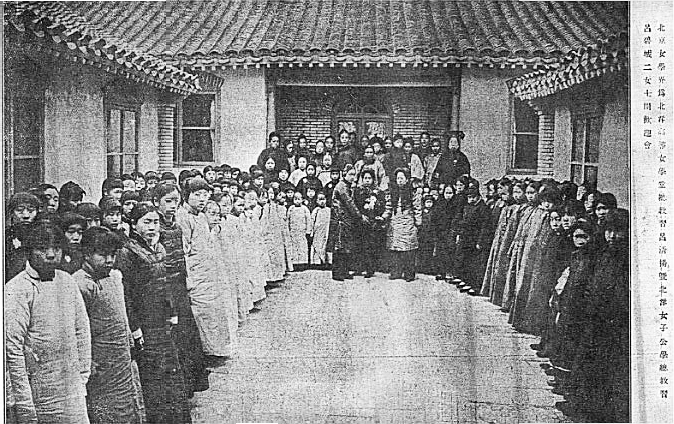
《妇女时报》1911年第1期刊登的“北京女学界为北洋高等女学堂总教习吕清扬暨北洋女子公学总教习吕碧城二女士开欢迎会”。前排中立三人，中间者为吕碧城，右边者为吕清扬。

光绪七年（1881年），吕美荪生于北京。5岁时，她念完《三字经》和《千字文》，11岁时她就能写以《四书》命题的文章，12岁时她开始写格律诗。14岁时，她父亲病逝，她在家侍奉母亲。
20岁后，她应邀来到天津任北洋女子公学教习，兼北洋高等女学堂总教习。在天津任教期间，她曾在赴大公报社途中被有轨电车撞伤昏迷，直隶总督袁世凯闻讯斥责了巡警总办段之贵，并派儿子袁克文到医院看望并慰问吕美荪。后来，她父亲的朋友赵尔巽任东三省总督时，她应赵尔巽之邀到奉天（今沈阳市）任奉天女子师范学堂教务长，中日合办女子美术学校教员、名誉校长。其后赵尔巽调任四川总督，临走前还到学校看望了吕美荪以及全体教师，并嘱咐陪同他来校视察的提学使张鹤龄以后多关照吕美荪。
1911年辛亥革命爆发，她遂在30岁后离开奉天，在江苏、安徽、福建、上海等地的女子中学教书。
她和各界名流均有交往。她和梁启超是文友，后来她曾在民国年间在上海拜会住在沪西的康有为，因为当时康有为和梁启超关系恶化，结果她吃了闭门羹。在上海之时，她曾女扮男装，同大公报主编去妓院会妓女李苹香，结果她被众妓女包围争抢，她慌忙逃脱，后来和李苹香成了诗友，一直到晚年还保持联系。在北京之时，她曾会妓女赛金花，此后直到她定居青岛以后还和赛金花经常通信。

### 定居青岛
1930年她定居青岛，在鱼山路建“寒碧山庄”，并自称“寒碧山庄主人”、“齐州女布衣”。此后，她和赵尔巽、吕海寰、劳乃宣、刘廷琛、吴郁生、黄曾源、于元芳、张公制、黄孝纾等人均有交往，酬答诗词。她和湛山寺方丈释倓虚常讨论佛经，后来弘一法师来湛山寺讲经的时候，吕美荪曾经彻夜和他谈经。她在青岛还曾为康有为扫墓。
1934年春，青岛降大雪。吕美荪诗兴大发，作《甲戌二月既望青岛喜见春雪爰赋长句就正诗家并乞雅和》四首，寄到中国各地，获得45人回信唱和。吕美荪遂将这些诗汇集为《阳春白雪词》并出版。
后来她向青岛市市长沈鸿烈提出希望考察日本，沈鸿烈表示支持，遂由政府出面同日本方面进行交涉，并为她办护照。1935年9月25日，她从青岛乘船起程赴日本。在日本她逗留了40天，其间她以民间学者身份拜会文化界及政界名流，并发表了自己创作的诗歌。因其中两首诗在日本广受欢迎，她遂被邀请参加了秋季举行的“观菊会”（日本春季还有“观樱会”。两会均邀请日本政府大臣及各国使节等地位较高者出席）。归国后，她写了《瀛洲访诗记》记述访日经过，并收录自己在日本期间创作的诗歌以及日本诗人的和诗。
晚年她曾因高血压中风而病危，后经中医刘季三救治，未危及生命，但造成偏瘫，经治疗尚可自理生活并写作。
1945年抗日战争结束后，吕美荪在青岛病逝（一说她从青岛到上海后病逝）。

## 著作
- 葂丽园诗
- 葂丽园诗续
- 阳春白雪词（附葂丽园诗再续）
- 葂丽园诗四续
- 葂丽园随笔
- 吕美荪，瀛洲访诗记，青岛：华昌大，1936年6月

她还整理出版了父亲吕凤岐的《静然斋杂著》

## 家庭
- 父：吕凤岐
- 母（继室）：嚴士瑜（嚴士瑜的外祖母沈善宝（1808 - 1862）是清朝著名女诗人）[3]，生四个女儿
- 长兄：（早夭）
- 次兄：（早夭）
- 大姐：吕湘，行名贤钟，字蕙如
- 三妹：吕碧城，行名贤锡
- 四妹：吕坤秀，行名贤满

她有一子，曾任青岛上海银行经理，1945年后赴上海。